# Tetheopsis
Tetheopsis és un gènere extint de mamífers dinocerats de la família dels uintatèrids que visqueren a Nord-amèrica durant l'Eocè. Se n'han trobat restes fòssils a Wyoming (Estats Units). Les espècies d'aquest grup estaven dotades de tres parells de protuberàncies a les zones nasals, supraorbitàries i parietals. Tenien les dents canines superiors força llargues. Eren uns dels dinocerats més grossos de l'ordre. El crani era llarg (75-95 cm) i estret. El nom genèric Tetheopsis significa ‘[amb] aspecte d'àvia’.